# 友情〜平尾誠二と山中伸弥「最後の一年」〜
『友情〜平尾誠二と山中伸弥「最後の一年」〜』（ゆうじょう ひらおせいじとやまなかしんやさいごのいちねん）は、2023年11月11日（土曜日）21:00 - 22:54にテレビ朝日系列で放送されたスペシャルドラマ（テレビドラマ）。
ラグビー界の伝説的選手“ミスター・ラグビー”平尾誠二と、ノーベル賞学者山中伸弥の知られざる友情物語を描く。本木雅弘が平尾を、滝藤賢一が山中を演じる。

## キャスト
- 平尾誠二：本木雅弘
- 山中伸弥：滝藤賢一
- 大塚早紀（平尾の娘）：佐久間由衣[3]
- 平尾昂大（平尾の息子）：坂東龍汰[3]
- 佐川副院長：賀来千香子[3]
- 井岡医師：濱田岳[3]
- 石山次郎：山下真司[4][5]
- 平尾信子（平尾の母）：倍賞美津子[3]
- 山中知佳（山中の妻）：吉瀬美智子[6]
- 平尾惠子（平尾の妻）：石田ゆり子[6]
- 馬場徹、趙珉和、緋田康人、テイ龍進、加藤虎ノ介、石原善暢、金原直史、広山詞葉、両角周、宇田彩花、山本篤、日影琉斗、浅岡大智、石谷結音、矢野武、彩羽

## スタッフ
- 原作：山中伸弥/平尾誠二・惠子『友情 平尾誠二と山中伸弥「最後の一年」』（講談社・刊）
- 監督：藤田明二（テレビ朝日）
- 脚本：吉田紀子
- 音楽：有木竜郎
- 主題歌：松任谷由実「ノーサイド」（EMI Records）
- ラグビー指導：後藤翔太
- 医療監修：松本繁巳
- 医療指導：宮本信吾、依田茂樹
- 医療協力：山本昌督
- 取材協力：井岡達也（山口大学）、石山次郎（スクラム釜石）
- 写真提供・原作コーディネート：岡村啓嗣
- 撮影協力：神戸フィルムオフィス、味の素スタジアム、日野市、日野映像支援隊 ほか
- チーフプロデューサー：五十嵐文郎（テレビ朝日）
- プロデューサー：中込卓也（テレビ朝日）、後藤達哉（テレビ朝日）、山形亮介（KADOKAWA）、新井宏美（KADOKAWA）
- 協力：日本ラグビーフットボール協会、神戸製鋼所、京都大学iPS細胞研究所、京都大学医学部附属病院、© World Rugby、IMG
- 制作協力：KADOKAWA
- 制作著作：テレビ朝日